# Nathan Guerbeur
Nathan Guerbeur (1996) es un deportista francés que compite en duatlón. Ganó una medalla de oro en el Campeonato Mundial de Duatlón de 2021.

## Palmarés internacional
| Campeonato Mundial | Campeonato Mundial | Campeonato Mundial | Campeonato Mundial |
| Año                | Lugar              | Medalla            | Prueba             |
| ------------------ | ------------------ | ------------------ | ------------------ |
| 2021               | Avilés (España)    | Medalla de oro     | Individual         |